# Ринкова рівновага
Ринкова рівновага   — ситуація на ринку, за якої величина пропозиції рівна величині попиту. Ринкова рівновага існує тоді, коли немає тенденції до зміни ринкової ціни чи кількості товарів, які продаються. Якщо ринок перебуває в рівновазі, то ціна товару така, що кількість товару, яку покупці хочуть придбати, точно збігається з кількістю товару, яку продавці хочуть запропонувати (тобто ринкова ціна є рівноважною). Враховуючи особливості реальної економіки такий стан не може бути тривалим, тому що з кожною зміною доступності товару на ринку - змінюється і ринковий баланс двох головних ринкових показників: попиту і пропозиції. Як наслідок, виникає надлишок або дефіцит товарів які своєю чергою однозначно вплинуть на рівновагу і корегуватимуть ціну. Тому ринкова рівновага, як правило, розглядається на ринку як миттєве явище.
P - ціна, гр., од.
Q - кількість товару, од. товару.
О - точка ринкової рівноваги.
Р0 - ринкова рівноважна ціна.
Q0 - рівноважна кількість продажу.

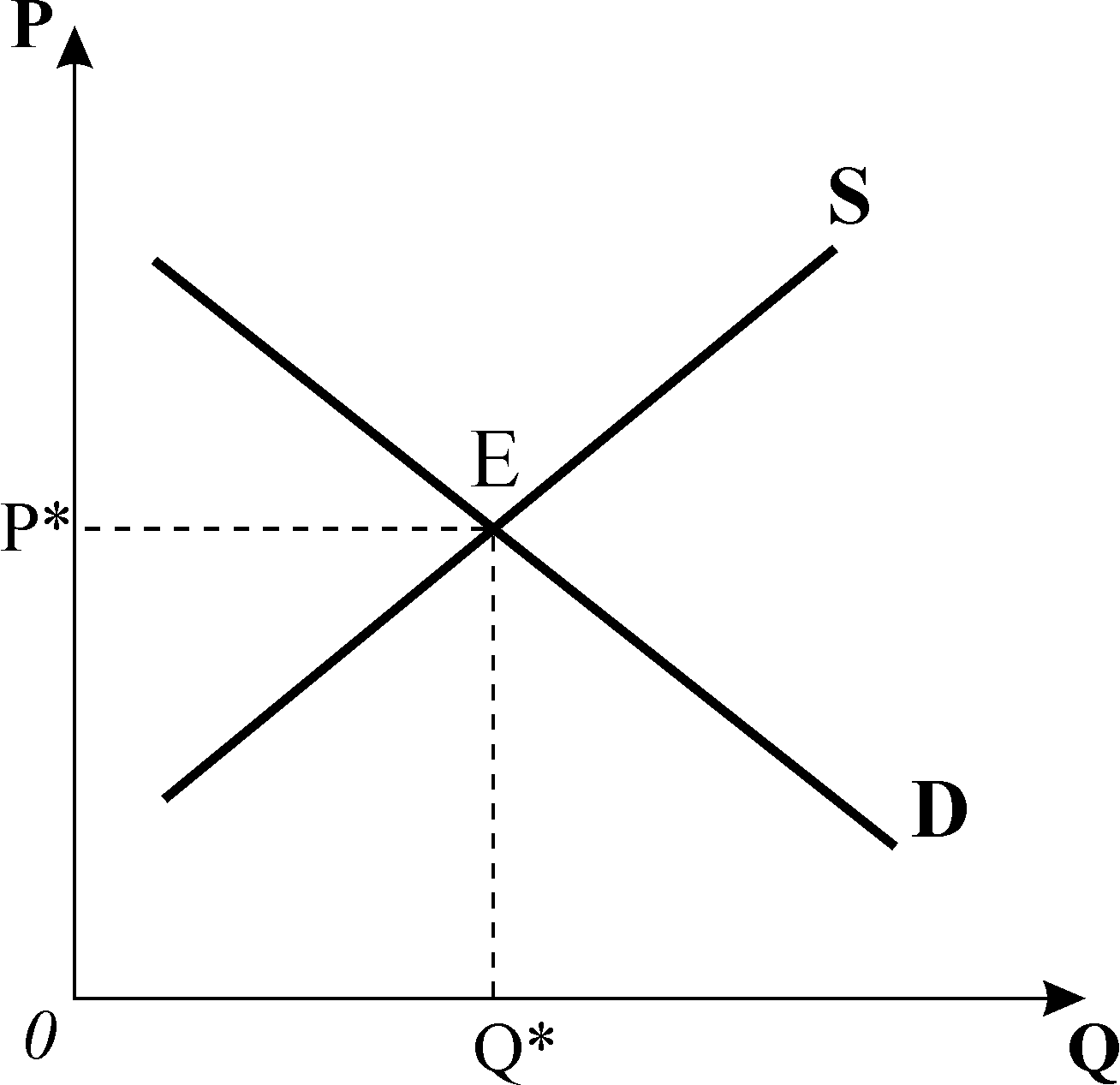
Ринкова рівновага

Ринок не завжди перебуває в стані рівноваги, але завжди існує тенденція до вирівнювання обсягів попиту і пропонування. Якщо ціна відхиляється вгору від рівноважної, з’являється надлишок товарів у продавців (в обсязі), загострення конкуренції змушує їх знижувати рівень ціни до рівноважного, а якщо ціна опустилась нижче за рівноважну, то виникає дефіцит товарів (в обсязі) і, користуючись конкуренцією серед покупців, продавці підіймають ціну. Отже, зміна ціни повертає ринок до попередньої рівноваги. Точка рівноваги є стійкою, а коливання ціни відіграє роль механізму саморегулювання ринкової системи.
Рівновага може змінитися під впливом будь-якої з нецінових детермінант. Точка рівноваги переміщується в нове положення і не повертається назад, ринкова система набуває нової рівноваги з іншими параметрами рівноважних цін і обсягу (рис. 5.11). Якщо на ринку за інших рівних умов зростає (скорочується) лише попит, то рівноважна ціна і рівноважний обсяг продукції зростуть (скоротяться); якщо зростає (скорочується) лише пропонування, то рівноважна ціна зменшиться (збільшиться), а рівноважний обсяг зросте (скоротиться), Якщо одночасно зростають (скорочуються) і попит, і пропонування, рівноважний обсяг продукції зросте (скоротиться), але вплив на рівноважну ціну є невизначеним, він залежить від ступеня взаємних змін попиту та пропонування. Рівноважна ціна зменшиться, якщо попит зросте меншою мірою, ніж пропонування, і зросте, якщо попит зростає більшою мірою, ніж пропонування.

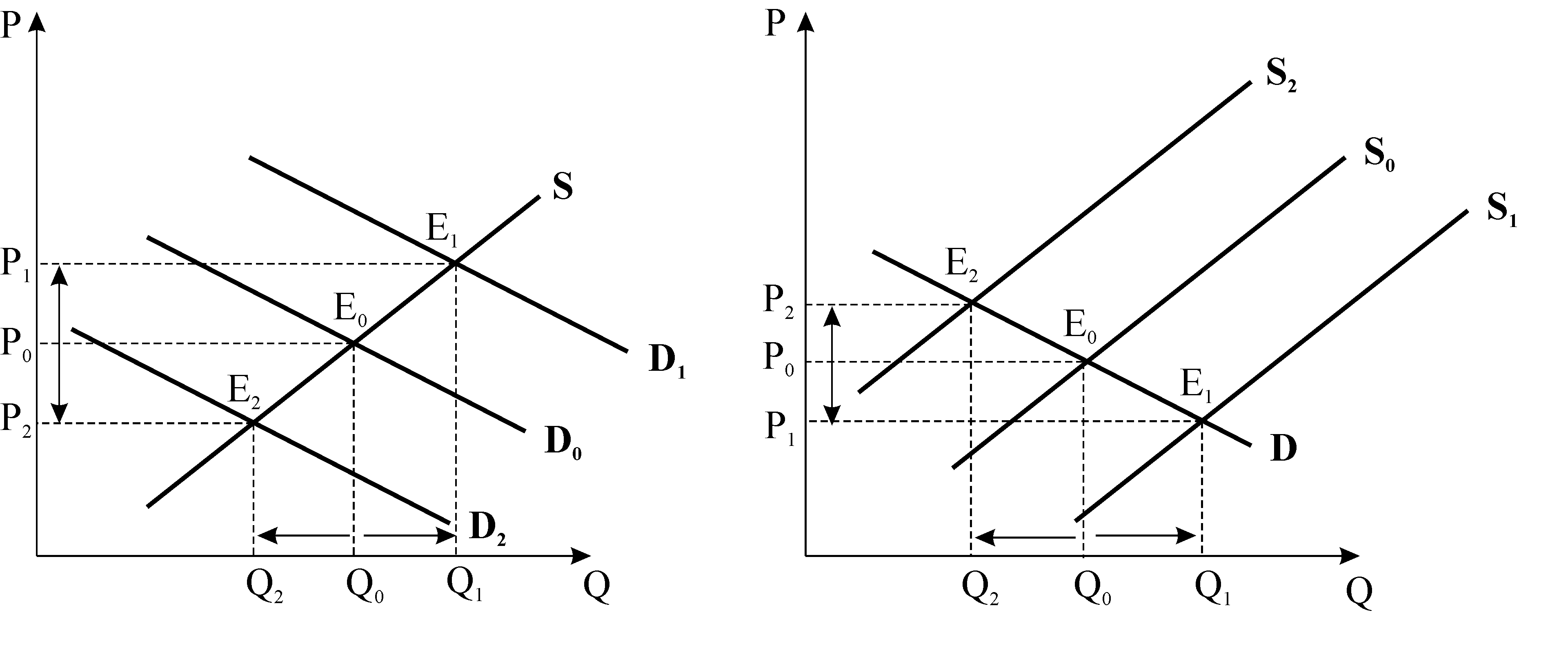
Зміна рівноваги при зміні попиту та пропонування

#### Види ринкової рівноваги
- Часткова
- Загальна

Частковою називають рівновагу яка виникає на ринку коли сукупний попит дорівнює сукупній пропозиції. Тобто має бути рівноважна ціна, на графіку попиту і пропозиції це перетин відповідно кривих попиту і пропозиції, таких точок(рівноважних цін) може бути декілька, але якщо перетин взагалі відсутній, то часткова рівновага неможлива. Часткова ринкова рівновага може бути стабільною чи нестабільною. Якщо ринок, на якому можливе існування рівноваги, виведений зі стану останньої й повертається до вихідного стану, то часткова ринкова рівновага є стабільною, якщо ні — то нестабільною.
Загальна рівновага — це така ситуація, при якій усі різноманітні ринки одночасно перебувають у стані рівноваги, тобто ціни й випуски продукції на них не змінюються. При аналізі загальної рівноваги економічна система розглядається в цілому й досліджується одночасне визначення цін і кількості всіх товарів і послуг усередині економічної системи.
У реальній дійсності процес розвитку і зміна зовнішніх умов відбуваються безперервно. Це означає, що ніякого остаточного переходу від однієї рівноваги (колообігу) до іншої не може бути. Поки ринковий механізм пристосовується до однієї зміни умов, відбуваються інші.  Найбільше що можна сказати про конкретну економічну ситуацію — це те, що в одному випадку яскравіше виражені рівноважні, а в іншому — нерівноважні елементи. Для детального аналізу і прогнозування змін у напрямку рівноважності або нерівноважності використовують методи економічного аналізу.

## Теорія загальної ринкової рівноваги
Вперше математично ринкову рівновагу на багатьох ринках (загальну ринкову рівновагу) довів Леон Вальрас — видатний французький економіст, один із лідерів маржиналіської революції, засновник і лідер Лозанської школи маржиналізму, засновник теорії загальної рівноваги.

## Критика теорії ринкової рівноваги
Представниками Австрійської школи економіки, які займалися побудовою теорії реальних динамічних ринкових процесів, які ніколи не зазнають рівноваги, теорія загальної ринкової рівноваги вважається вкрай помилковою. Прибічників теорії економічної рівноваги звинувачують у фізикалізмі (пан-фізикалізмі) та сцієнтизмі, тобто спробах перенести інструменти аналізу фізичних явищ на явищі соціальні. Глибокі суперечності між динамічною моделлю ринку Австрійської школи та неокласичною теорією рівноваги відзначив найвидатніший представник Австрійської школи Людвіг фон Мізес:
... те, що відокремило Австрійську школу й забезпечило їй вічну славу, — це доктрина економічної діяльності, яка протистоїть принципам економічної рівноваги або відсутності діяльності. 

Лише пристрасний просоціалістичний запал математичних псевдоекономістів перетворює суто аналітичний інструмент логічної економіки на утопічний образ найкращого і найбажанішого стану речей. 
Історик економічної думки Марк Блауг про одночасну рівновагу Вальраса:
«Сучасні австрійські економісти заходять так далеко, що припускають, що вальрасівський 

підхід до проблеми одночасної рівноваги на багатьох ринках є глухим кутом: якщо ми хочемо зрозуміти процес конкуренції, а не кінцевий стан рівноваги, що досягається конкуренцією, ми повинні почати з відкидання таких статичних міркувань, які передбачаються вальрасівською теорією загальної рівноваги. Я повільно і вкрай неохоче прийшов до думки, що вони [австрійські економісти] мають рацію, а ми всі помилялися» Марк Блауг (1991, p. 508)

## Зовнішні посилання
- Рівновага і стійкість організаційних систем [Архівовано 27 квітня 2014 у Wayback Machine.] Рівновага організаційних систем
- Оптимальний вибір споживача [Архівовано 27 квітня 2014 у Wayback Machine.] Мікроекономіка  В.В. Бугас, Н.М. Любенко, 2005
- https://library.if.ua/book/79/5633.html [Архівовано 9 червня 2021 у Wayback Machine.]